# Craig Fairbrass
Craig Fairbrass est un acteur anglais né en 1964 à Stepney (Londres).
Il est réputé pour sa grande taille et son accent cockney caractéristique.

## Filmographie partielle
Cinéma
- 1988 : Pour la gloire (For the Queen and Country)
- 1993 : Cliffhanger : Traque au sommet (Cliffhanger)
- 2007 : Rise of the footsoldier
- 2012 : St George's Day : Ray Collishaw
- 2014 : The Outsider de Brian A Miller
- 2017 : London Heist : Jack
- 2019 : Muscle : Gerard Johnson
- 2020 : Villain

Télévision
- 1991 - 1992 : Suspect numéro 1 (Prime Suspect) (série TV)
- 2007 : Stargate SG1- Saison 10, épisode 17 (La loi du talion) - Arkad
- 2011 : The Redemption (House of the Rising Sun) de Brian A. Miller
- 2012 : Métal Hurlant Chronicles (1 épisode)
- 2023 : One Piece (série TV) : Zeff